# Stephen Heller
Stephen Heller (Pest, avui Budapest, Hongria, 15 de maig de 1813 - París, França, 14 de gener de 1888) fou un compositor hongarès.
De 1827 a 1847 fou deixeble d'Anton Halm a Viena, on ja als tretze anys actuà en concerts públics. El 1828 emprengué un viatge d'art per Hongria, Polònia i Alemanya, establint-se més tard a Augsburg, on, seguint els consells de Robert Schumann, es consagrà activament a la composició.
A partir de 1838 fou professor de piano a París, on era molt apreciat. Heller ocupa entre els compositors per a piano (només componia per aquest instrument) un lloc preferent. Se'l equipara a Kirchner, encara que la seva composició és més fluida i agraciada que la d'aquest.
De les seves peces (generalment curtes i proveïdes de títols característics) mereixen especial atenció:
- Im Walde, (Op. 86 i 128)
- Blumen-Frucht-und Dornenstücke,
- Nuits blanches, (Op. 82)
- Wanderstunden (Promenades d'un solitaire, Op, 78, 80 i 89)
- Kinderzenen, (OP. 124)
- 33 Variacions sobre un tema de Beethoven (Op 130)
- 21 Variacions sobre un tema de Beethoven (Op 133)
- diverses Tarantellen, i excel·lents estudis.
- quatre Sonates,
- Preludis,
- Capricis,
- Nocturns,
- Balades,
- Valsos, etc.